# 吴栋柱
吴栋柱（？—？），江苏省盐城市人，中国人民解放军海军少将，现任南部战区海军参谋长。

## 生平
吴栋柱曾先后担任青岛水警区司令员、北部战区海军副参谋长（大校衔）、海军参谋长助理（少将衔）、南部战区海军参谋长。
吴栋柱多次参加海军索马里护航行动，曾担任第十四批护航编队副指挥员、第二十八批护航编队指挥员。2018年7月24日，晋升海军少将。在2019年10月1日举行的庆祝中华人民共和国成立70周年大会上，吴栋柱和柳恩涛作为领队率领由12辆导弹车组成的巨浪-2导弹方队接受检阅。这是巨浪-2型潜射战略导弹首次公开亮相。